# Konrad T. Lewandowski
Konrad Tomasz Lewandowski (* 1. dubna 1966 Varšava) je polský spisovatel fantasy.

## Sága o kočkodlaku Xinovi
Jedná se o zatím čtyřdílný cyklus povídkových sbírek, jejímž hrdinou je nadpřirozená bytost kočkodlak Xin, kromě Návratu kočkodlaka, kde je už hlavní postavou jeho adoptivní dcera, striga Irian, zvaná Růžoočka.
Chronologie povídek podle děje
- Vetřelec (Kočkodlak Xin)
- Dravec Xin (Kočkodlak Xin)
- Kočkodlakova mise
- Kočkodlak a nomádi
- Kapitán Xin Fergo (Kočkodlak Xin)
- Růžoočka (Návrat kočkodlaka)

Sbírky
- Kočkodlak Xin (česky Laser, 2002)

obsahuje povídky Vetřelec (1988), Dravec Xin (1996/7) a Kapitán Xin Fergo (1989)
- Návrat kočkodlaka (česky Laser, 2002)

povídku Růžoočka (1990/2)
- Kočkodlakova mise (česky Laser, 2003))

stejnojmennou povídku (2002/3)
- Kočkodlak a nomádi (česky Laser, 2004)

stejnojmennou povídku (2004)